# Angry Birds Rio
Angry Birds Rio era o terceiro videojogo da série Angry Birds desenvolvida pela Rovio Entertainment em associação com Blue Sky Studios. O jogo tinha como base o filme de animação 3D Rio, da 20th Century Fox, e foi lançado em 22 de março de 2011.
Em fevereiro de 2020, Angry Birds Rio teve seus servidores desligados e não é mais possível encontrá-lo em nenhuma plataforma, juntamente com Angry Birds Star Wars e Angry Birds Star Wars II.

## Jogabilidade
Neste jogo os Angry Birds foram raptados e levados para o Rio de Janeiro, tendo de escapar dos raptores e libertar os personagens Blu e Jade. Ao invés de estourar porcos, o jogador deve libertar os pássaros presos por contrabando e derrotar os micos.

## Capítulos
Lista de capítulos do jogo:
- Smuggler Den (Contrabandista Den)
- Jungle Escape (Escapando da Jaula)
- Beach Volley (Vôlei de praia)
- Carnival Upheaval (Reviravolta do Carnaval)
- Airfield Chase (Busca no Campo de Aviação)
- Smuggler Plane (Plano de Contrabando)
- Market Mayhem (Desordem no Mercado)
- Golden Beachball (Bola de Praia de Ouro)
- Rocket Rumble (Estrondo de Foguetes)
- High Dive (Alto Mergulho)
- Blossom River (Rio Florido)
- Timber Tumble (Tombo de Madeira)

## Personagens
Os mesmos do jogo Angry Birds.

## Lançamento
Angry Birds Rio incluía inicialmente dois capítulos: "Smuggler Den" e "Jungle Escape", cada um com 30 níveis. Desde então, o jogo foi expandido com capítulos adicioniais: "Vôlei de Praia" (lançado em maio de 2011), "Turbulência Carnival" (lançado em junho de 2011) e "Airfield Chase" (lançado em agosto de 2011), junto com um capítulo de 15 níveis, "Golden Beachball", que é desbloqueado ao se encontrar um item escondido no "Vôlei de Praia" (iOS, Android) ou inserindo um código do DVD Rio (PC, Mac).
Em março de 2012, a atualização Trophy Room foi lançada, com 12 novos níveis que são individualmente desbloqueados quando o jogador conclui o capítulo ou recolhe todos os 15 itens de uma determinada fruta dourada. Essa atualização foi lançada primeiro na versão Android (Amazon AppStore, ad-free) antes de fazer o seu caminho para iOS. Em 18 de dezembro de 2012 uma nova atualização para iOS e Android adicionou 24 novos níveis. Este níveis são conquistados quando se coleta entre 30 e 70 estrelas em cada episódio ou quando se conquistam 10 penas "Poderosos Eagles" em cada episódio (4 níveis extras em cada episódio). Este episódio também acrescentou Power-Ups.